# Benoît Bastien
Benoît Bastien (Épinal, 17 aprile 1983) è un arbitro di calcio francese.

## Carriera
Bastien è stato uno dei più giovani arbitri addetti alla Ligue 1 nel 2011, all'età di 28 anni, oltre ad essere stato il più giovane arbitro della Fédéral 1. Benoît Bastien fa parte Conseiller Technique Régional de l'Arbitrage (CTRA) per la lega Lorena, rimpiazzando Alain Sars, divenuto direttore tecnico dell'arbitraggio aggiunto. Dal gennaio 2014 arbitra anche le partite delle competizioni europee e delle nazionali di calcio.
Nel giugno 2017 è chiamato a dirigere agli Europei under 21 del 2017.
Il 28 maggio 2022 è quarto ufficiale nella finale di Champions League Liverpool-Real Madrid, diretta dal connazionale Clément Turpin.